# بیتریز مارینلو
بیتریز مارینلو (اسپانیایی: Beatriz Marinello‎؛ زادهٔ ۱۴ مهٔ ۱۹۶۴) استاد بین‌المللی  شطرنج اهل ایالات متحده آمریکا و متولد شیلی است.
او رئیس فدراسیون شطرنج ایالات متحده آمریکا (۲۰۰۳–۲۰۰۵) و عضو هیئت اجرایی آن از ۲۰۰۳ تا ۲۰۰۷ بود.
مارینلو در سن ۱۳ سالگی بازی شطرنج را آغاز کرد و زمانی که او ۱۶ ساله بود، قهرمان ملی زنان شیلی شد. در ۱۹۸۰، عنوان استاد بین‌المللی زنان از طرف فیده به او اعطا شد. او در ۲۰ سالگی اولین مسابقات قهرمانی شطرنج زنان شیلی را سازماندهی و بعدها مسابقات بین‌المللی دیگر را برگزار کرد.
مارینلو در ۱۹۹۰ از شیلی به ایالات متحده مهاجرت کرد و در میامی معلم شطرنج شد. او به نمایندگی از آمریکا در سی و یکمین المپیاد شطرنج که در ۱۹۹۴ در مسکو برگزارشد، شرکت کرد.